# Wolverton (Warwickshire)
Wolverton – wieś w Anglii, w hrabstwie Warwickshire, w dystrykcie Stratford-on-Avon. Leży 8 km na zachód od miasta Warwick i 137 km na północny zachód od Londynu.